# Łososina Górna (Limanowa)
Łososina Górna – część Limanowej, położona w województwie małopolskim, w powiecie limanowskim w województwie małopolskim.
W latach 1973–1976 miejscowość była siedzibą gminy Łososina Górna.
Od pocz. XIX w. do 1970 roku w Łososinie Górnej istniał zabytkowy, staropolski dwór drewniany.
Część wsi Łososina Górna, która została włączona do Limanowej w 1977 roku, tworząc w niej – w północnej części miasta – dzielnicę. Położona jest nad Łososiną, Sowlinką, Potokiem Skrudlak i Potokiem Zarębki.
W dzielnicy znajduje się przystanek kolejowy Łososina Górna, Okręgowa Spółdzielnia Mleczarska, betoniarnia, remiza OSP, parafia i kościół pod wezwaniem Wszystkich Świętych wraz ze cmentarzem parafialnym, zespół szkół.
Przez dzielnicę przebiega droga wojewódzka nr 965.

## Ulice
- Asnyka – w południowej części dzielnicy, za linią kolejową, domy jednorodzinne z lat 70 i 80 XX w.;
- Bednarzy – w zachodniej części dzielnicy, Zakład Wykonawstwa Sieci Elektrycznych Kraków SA, domy jednorodzinne z lat 60 i 80 XX w.;
- Dębowa – we wschodniej części dzielnicy, domy jednorodzinne z lat 70 i 80 XX w.;
- Jana Drożdża – w centrum dzielnicy, domy jednorodzinne;
- Drzewna – w zachodniej części dzielnicy, domy jednorodzinne z lat 70 XX w.;
- Dzielec – we wschodniej części dzielnicy;
- Kamienna – w południowej części dzielnicy, lewobrzeżne nad rzeką Sowlina, domy jednorodzinne z lat 70 i 80 XX w.;
- Łososińska – w centrum dzielnicy, cmentarz parafialny, poczta, remiza OSP, betoniarnia, Wolimex, dom handlowy Top Cezar;
- Młyńska – we wschodniej części dzielnicy, lewobrzeżne nad rzeką Sowlina;
- Moczarki – we wschodniej części dzielnicy, domy jednorodzinne z lat 70 i 80 XX w.;
- Modrzejewskiej – w południowej części dzielnicy, domy jednorodzinne z lat 70 i 80 XX w.;
- Orzeszkowej – w południowej części dzielnicy, domy jednorodzinne z lat 70 i 80 XX w.;
- Prusa – w południowej części dzielnicy, domy jednorodzinne z lat 70 i 80 XX w.;
- Reymonta – w centrum dzielnicy, Zespół Szkół Samorządowych nr 4, Centrum Kształcenia Ustawicznego, bloki mieszkalne,
- Rolnicza – niezabudowana, w południowej części dzielnicy, lewobrzeżne nad Potokiem Zarębki, łączy ulice Zarębki i Bednarzy ;
- Rupniowskiego – w zachodniej części dzielnicy, domy jednorodzinne z lat 80 i 90 XX w.;
- Starodworska – w centrum dzielnicy, Okręgowa Spółdzielnia Mleczarska, parafia i kościół pod wezwaniem Wszystkich Świętych
- Szkolna – w centrum dzielnicy, domy jednorodzinne;
- Tarnowska – droga wojewódzka nr 965, we wschodniej części dzielnicy, zakład Elektret, domy jednorodzinne;
- Wyspiańskiego – w południowej części dzielnicy, domy jednorodzinne z lat 70 i 80 XX w.;
- Zarębki –  w południowej części dzielnicy, prawobrzeżnie nad Potokiem Zarębki (częściowo), domy jednorodzinne z lat 70 i 80 XX w.;